# Râul Var, Franța
Var este un râu în sudul Franței. Izvorăște din departamentul Alpes-Maritimes lânga localitatea Entraunes, din Col de la Cayolle în Alpii Maritimi. Are o lungime de 114 km, un debit mediu de 49 m³/s și un bazin colector de 2.820 km². Se varsă în Marea Mediterană la Nisa.